# 颱風蝎虎 (2004年)
颱風蝎虎（國際編號：0423，JTWC編號：27W，菲律賓大氣地理天文部門名稱：Siony，台灣中央氣象局分級：中度颱風）是2004年太平洋颱風季的一個熱帶氣旋。也是一個在日本登陸的颱風。此颱風的特徵之一是與其他颱風相比，強風圈直徑特大。
「蝎虎」是由日本所提供的名稱，指的是現代的88星座之一的蝎虎座。

## 發展
蝎虎於10月13日在馬里亞納群島近海生成，並在宮古島東南發展為超大型颱風。其後，在其登陸1小時前，中心風力僅輕微減弱。10月20日12時，蝎虎於日本高知縣土佐清水市登陸。14時，蝎虎於日本高知縣室戶市登陸。17時，蝎虎於日本大阪府堺市再次登陸，並穿過本州中部地方内陸地區。
由于受日本阿爾卑斯山脈的影響，該颱風強度快速減弱。10月21日在關東地方出海，進入太平洋後轉化為溫帶氣旋。這股温帶氣旋仍向東北移動，10月23日橫過國際換日線。

## 影響
在蝎虎的吹襲下，日本有82人死亡，443人受傷，八人失蹤，約200間房屋受破壞，另23 000戶被水淹。一艘船舶擱淺，約1 000班內陸航機被取消，列車服務亦一度中斷。
| 排名 | 熱帶氣旋 | 名稱（英文） | 登陸時間（UTC+8）       | 登陸地點                   |
| ---- | -------- | ------------ | ----------------------- | -------------------------- |
| 1    | 比芝     | Page         | 1990年11月30日 13時     | 和歌山縣西牟婁郡白濱町以南 |
| 2    | 黛娜     | Dinah        | 1967年10月28日 2時30分  | 愛知縣南部                 |
| 3    | 蘭恩     | Lan          | 2017年10月23日 2時      | 靜岡縣掛川市附近           |
| 4    | 蠍虎     | Tokage       | 2004年10月20日 12時     | 高知縣土佐清水市附近       |
| 5    | 奧蓓     | Opal         | 1955年10月20日 11時     | 和歌山縣田邊市附近         |
| 6    | 泰培     | Tip          | 1979年10月19日 8時30分  | 和歌山縣西牟婁郡白濱町附近 |
| 7    | 謝柏     | Zeb          | 1998年10月17日 15時30分 | 鹿兒島縣枕崎市附近         |
| 8    | 凱利     | Kelly        | 1987年10月16日 23時     | 高知縣室戶市附近           |
| 9    | 露芙     | Ruth         | 1951年10月14日 18時     | 鹿兒島縣市來串木野市附近   |
| 10   | 黃蜂     | Vongfong     | 2014年10月13日 7時30分  | 鹿兒島縣枕崎市附近         |

## 外部連結
- . 國立情報學研究所. （英文）